# Bidimensional

Sistema de coordenadas cartesianas bidimensional

El espacio bidimensional o segunda dimensión es un módulo geométrico de la proyección física. Tiene dos dimensiones, es decir que cuenta con ancho y largo, pero no con profundidad (que se utiliza en la tridimensionalidad). Los planos son bidimensionales, y solo pueden contener cuerpos unidimensionales o bidimensionales.
Pueden definirse varias nociones de plano. El plano euclídeo sigue la geometría euclídea, y en particular el postulado de las paralelas. Un plano proyectivo puede construirse añadiendo «puntos en el infinito» donde dos rectas paralelas se cruzarían, de modo que cada par de rectas se cruza exactamente en un punto. El plano elíptico puede definirse añadiendo una métrica al plano proyectivo real. También se puede concebir un plano hiperbólico, que obedece a la geometría hiperbólica y tiene una curvatura negativa.
En abstracto, uno puede olvidar toda estructura excepto la topología, produciendo el plano topológico, que es homeomorfo a un disco abierto. Considerando el plano como un espacio afín se obtiene el plano afín, que carece de noción de distancia pero conserva la noción de colinealidad. A la inversa, añadiendo más estructura, se puede ver el plano como un colector complejo unidimensional, llamado línea compleja.
Muchas tareas fundamentales en matemáticas, geometría, trigonometría, teoría de grafos y grafiado se realizan en un espacio bidimensional o plano.

## Historia
Los libros I a IV y VI de los Elementos de Euclides trataron la geometría bidimensional, desarrollando nociones como similitud de formas, el teorema de Pitágoras (Proposición 47), igualdad de ángulos y áreas, paralelismo, la suma de los ángulos en un triángulo y los tres casos en los que los triángulos son "iguales" (tienen la misma área), entre muchos otros temas.
Posteriormente, el plano se describió en un sistema de coordenadas llamado cartesiano, un sistema de coordenadas que especifica cada punto de forma única en un plano por un par de coordenadas numéricas, que son las distancias firmadas desde el punto a dos líneas directas perpendiculares fijas, medidas en la misma unidad de longitud. Cada línea de referencia se llama eje de coordenadas o simplemente eje del sistema, y el punto donde se encuentran es su origen, generalmente en un par ordenado (0, 0). Las coordenadas también se pueden definir como las posiciones de las proyecciones perpendiculares del punto sobre los dos ejes, expresadas como distancias con signo desde el origen.
La idea de este sistema fue desarrollada en 1637 en escritos de Descartes e independientemente por Pierre de Fermat, aunque Fermat también trabajó en tres dimensiones, y no publicó el descubrimiento. Ambos autores utilizaron un solo eje en sus tratamientos y tienen una longitud variable medida en referencia a este eje. El concepto de utilizar un par de ejes se introdujo más tarde, después de que La Géométrie de Descartes fuera traducida al latín en 1649 por Frans van Schooten y sus alumnos. Estos comentaristas introdujeron varios conceptos al intentar aclarar las ideas contenidas en la obra de Descartes.
Más tarde, se pensó en el plano como un campo, donde dos puntos cualesquiera podían multiplicarse y, excepto 0, dividirse. Esto se conocía como el plano complejo. El plano complejo a veces se denomina plano de Argand porque se utiliza en los diagramas de Argand. Estos llevan el nombre de Jean-Robert Argand (1768-1822), aunque fueron descritos por primera vez por el agrimensor y matemático danés-noruego Caspar Wessel (1745-1818). Los diagramas de Argand se utilizan con frecuencia para trazar las posiciones de los polos y ceros de una función en el plano complejo.

## Ejemplos
- Todos los polígonos:
  - Triángulo
  - Cuadrado, rectángulo, rombo, trapecio, trapezoide
  - Pentágono
  - Hexágono
- Otros:
  - Círculos
  - Elipses
  - Cualquier figura contenida en un plano
  - Cintas (como la Cinta de Möbius)
  - Hojas
  - Etcétera

## Sistema de coordenadas en el espacio bidimensional
Los sistemas de coordenadas más comunes en el espacio euclidiano bidimensional son el sistema de coordenadas rectangular (cartesiano) y el sistema de coordenadas polares. Las 2 esferas utilizan un sistema de coordenadas geográficas.

Sistema de coordenadas cartesianas
Sistema de coordenadas polares
Sistema de coordenadas geográficas

## En álgebra lineal
Otra forma de ver un espacio bidimensional es mediante el álgebra lineal, donde la idea de independencia es crucial. El plano tiene dos dimensiones porque la longitud del rectángulo es independiente de su ancho.  En el lenguaje técnico del álgebra lineal, el plano es bidimensional porque cada punto puede ser descripto por una combinación lineal de dos vectores independientes.

### Producto escalar, ángulo, y longitud
El producto escalar de dos vectores A = [A1, A2] y B = [B1, B2] se define como:
{\displaystyle \mathbf {A} \cdot \mathbf {B} =A_{1}B_{1}+A_{2}B_{2}}
Un vector puede ser imaginado como una flecha.  Su magnitud es su longitud, y su dirección es la dirección en la que apunta la flecha.  La magnitud de un vector A se expresa como {\displaystyle \|\mathbf {A} \|}.  En esta forma, el producto escalar de dos vectores euclidianos A y B se define como
{\displaystyle \mathbf {A} \cdot \mathbf {B} =\|\mathbf {A} \|\,\|\mathbf {B} \|\cos \theta ,}
donde θ es el ángulo entre A y B.
El producto escalar de un vector A por sí mismo es
{\displaystyle \mathbf {A} \cdot \mathbf {A} =\|\mathbf {A} \|^{2},}
lo cual da como resultado 
{\displaystyle \|\mathbf {A} \|={\sqrt {\mathbf {A} \cdot \mathbf {A} }},}
la fórmula para la longitud euclidiana del vector.

## Sistemas bidimensionales en ciencias naturales
En la química se puede hablar de un sistema bidimensional si el enlace es especialmente fuerte en dos dimensiones, y más débil en la tercera, como en el caso del grafito. Igualmente, en electricidad, un conductor se considera bidimensional si es prácticamente aislante en una de las direcciones del espacio, y su conductividad es mucho mayor en las otras dos.

## Plano proyectivo
En matemáticas, un plano proyectivo es una estructura geométrica que amplía el concepto de plano. En el plano euclídeo ordinario, dos rectas suelen intersecarse en un único punto, pero hay algunos pares de rectas (las paralelas) que no se intersecan. Un plano proyectivo puede considerarse como un plano ordinario dotado de "puntos en el infinito" adicionales en los que se cruzan las rectas paralelas. Así, dos rectas distintas en un plano proyectivo se cruzan exactamente en un punto.
Los artistas del Renacimiento, al desarrollar las técnicas del dibujo en perspectiva, sentaron las bases de este tema matemático. El ejemplo arquetípico es el plano proyectivo real, también conocido como plano euclídeo extendido. Este ejemplo, en formas ligeramente diferentes, es importante en geometría algebraica, topología y geometría proyectiva, donde puede ser denotado de diversas maneras por PG(2, R), RP2, o P2(R), entre otras notaciones. Existen muchos otros planos proyectivos, tanto infinitos, como el plano proyectivo complejo, como finitos, como el plano de Fano.
Un plano proyectivo es un espacio proyectivo bidimensional, pero no todos los planos proyectivos pueden incrustarse en espacios proyectivos tridimensionales. Dicha incrustabilidad es consecuencia de una propiedad conocida como teorema de Desargues, no compartida por todos los planos proyectivos.

## Plano elíptico
El plano elíptico es el plano proyectivo real provisto de una métrica. Kepler y Desargues utilizaron la proyección gnomónica para relacionar un plano σ con puntos de una hemisferio tangente a él. Siendo O el centro de la semiesfera, un punto P en σ determina una recta OP que interseca a la semiesfera, y cualquier recta L ⊂ σ determina un plano OL que interseca a la semiesfera en la mitad de un gran círculo. El hemisferio está limitado por un plano que pasa por O y es paralelo a σ. A este plano no le corresponde ninguna recta ordinaria de σ, sino que a σ se le añade una recta al infinito. Como cualquier recta en esta extensión de σ corresponde a un plano que pasa por O, y como cualquier par de tales planos se intersecan en una recta que pasa por O, se puede concluir que cualquier par de rectas en la extensión se intersecan: el punto de intersección está donde la intersección del plano se encuentra con σ o con la recta en el infinito. Así se confirma el axioma de la geometría proyectiva que exige que todos los pares de rectas de un plano se intersecten.
Dados P y Q en σ, la distancia elíptica entre ellos es la medida del ángulo POQ, normalmente tomada en radianes. Arthur Cayley inició el estudio de la geometría elíptica cuando escribió «Sobre la definición de distancia».: 82  Esta incursión en la abstracción en geometría fue seguida por Felix Klein y Bernhard Riemann dando lugar a la geometría no euclidiana y a la geometría riemanniana.

## Representaciones bidimensionales de sistemas tridimensionales
En papel (superficie bidimensional) es posible representar objetos o paisajes tridimensionales. En las pantallas de ordenador también se hace. Para esto, se usa la perspectiva, entre otros mecanismos.

## Más generalizaciones
Además de su estructura geométrica familiar, con isomorfismos que son isometrías con respecto al producto interior habitual, el plano puede verse en varios otros niveles de abstracción. Cada nivel de abstracción corresponde a una categoría específica.
En un extremo, todos los conceptos geométricos y métricos pueden eliminarse para dejar el plano topológico, que puede considerarse como una hoja de goma infinita trivial idealizada homotópicamente, que conserva una noción de proximidad, pero no tiene distancias. El plano topológico tiene el concepto de trayectoria lineal, pero no el de línea recta. El plano topológico, o su equivalente el disco abierto, es el vecindario topológico básico utilizado para construir superficies (o 2-manifolds) clasificadas en topología de baja dimensión. Los isomorfismos del plano topológico son todos continua biyección. El plano topológico es el contexto natural de la rama de la teoría de grafos que se ocupa de los grafos planos, y de resultados como el teorema de los cuatro colores.
El plano también puede verse como un espacio afín, cuyos isomorfismos son combinaciones de traslaciones y mapas lineales no singulares. Desde este punto de vista no hay distancias, pero se conservan la colinealidad y los cocientes de distancias sobre cualquier recta.
La geometría diferencial considera un plano como un colector real bidimensional, un plano topológico dotado de una estructura diferencial. De nuevo en este caso, no hay noción de distancia, pero ahora hay un concepto de suavidad de los mapas, por ejemplo un diferenciable o suave camino (dependiendo del tipo de estructura diferencial aplicada). Los isomorfismos en este caso son biyecciones con el grado de diferenciabilidad elegido.
En la dirección opuesta de abstracción, podemos aplicar una estructura de campo compatible al plano geométrico, dando lugar al plano complejo y al área mayor del análisis complejo. El campo complejo sólo tiene dos isomorfismos que dejan fija la recta real, la identidad y la conjugación.
Del mismo modo que en el caso real, el plano también puede verse como el colector complejo más simple, unidimensional (sobre los números complejos), a veces llamado línea compleja. Sin embargo, este punto de vista contrasta fuertemente con el caso del plano como colector real bidimensional. Los isomorfismos son todos conforme biyecciones del plano complejo, pero las únicas posibilidades son mapas que corresponden a la composición de una multiplicación por un número complejo y una traslación.
Además, la geometría euclidiana (que tiene curvatura cero en todas partes) no es la única geometría que puede tener el plano. El plano puede tener una geometría esférica utilizando la proyección estereográfica. Se trata de colocar una esfera tangente al plano (como una pelota en el suelo), quitar el punto superior y proyectar la esfera sobre el plano a partir de este punto. Ésta es una de las proyecciones que pueden utilizarse para hacer un mapa plano de parte de la superficie terrestre. La geometría resultante tiene curvatura positiva constante.
Alternativamente, también se puede dar al plano una métrica que le confiera curvatura negativa constante dando lugar a la plano hiperbólico. Esta última posibilidad encuentra aplicación en la teoría de la relatividad restringida en el caso simplificado de dos dimensiones espaciales y una dimensión temporal. (El plano hiperbólico es una timelike hipersuperficie en el espacio de Minkowski tridimensional).

## En teoría de grafos
En la teoría de grafos, un gráfico plano es un gráfico que se puede incrustar en un plano, es decir se puede dibujar en un plano de modo que sus bordes se intersequen solo en sus puntos finales. En otras palabras, se puede dibujar de tal manera que sus bordes no se crucen entre sí. Tal dibujo se llama gráfico plano o gráfico de inserción plano. Un gráfico plano se puede definir como un gráfico plano con cada nodo asignado a un punto en el plano y cada borde a una curva en el plano,  de modo que los puntos finales de cada curva son puntos asignados desde sus puntos finales, y todas las curvas son disjuntas. excepto en sus puntos extremos.

## Estética
El número de dimensiones físicas interesa a la estética en cuanto clasifica las artes: algunas se extienden en una sola dimensión, como la música, otras en dos, como las artes pictóricas, otras en tres, como la escultura o la danza. La perspectiva busca sugerir un espacio tridimensional en una obra bidimensional. Desde el Renacimiento, la perspectiva se ha combinado con las matemáticas; la computadora hizo más manejables los laboriosos cálculos y construcciones de geometría descriptiva. Las otras opciones plásticas, más alejadas del mimetismo y que conservan más la habilidad del dibujo, han conservado numerosos adeptos.